# Gozo (neovisna država)
Gozo  (tal. La Nazione Gozitana, malt. In-Nazzjon Għawdxija) bila je neovisna kraljevina. Prostirala se na otoku Gozu, danas dijelu Malte. Bila je neovisna tri godine, od 1798. do 1801. tijekom francuskih revolucionarnih ratova. Povjesničari ovo kratko razdoblja nazivaju La Nazione Gozitana, od trenutka kad je Gozo službeno postao neovisna država pod Ferdinandom III. Sicilskim i pod provizornom vladom na čelu s vanjskim vikarom i župnikom grada Rabata Saveriom Cassarom, koji je postao glavni guverner.
Maltom i Gozom su vladali vitezovi hospitalci do 10. lipnja 1798., a uvjet neovisnosti nastao je opsadom Malte od 2. rujna 1798. do 1800. godine za Napoleonova mediteranskog pohoda i francuske okupacije. 1798. godine bio je površine 67 km² i imao je 16.000 stanovnika. Glavna vjera bilo je rimokatoličanstvo. Valuta kojom se plaćalo bila je malteška škuda.
Britanskom aneksijom postao je Britanski protektorat Malta.